# チェイス郡 (ネブラスカ州)
チェイス郡 (英: Chase County) はアメリカ合衆国ネブラスカ州に位置する郡である。2000年現在、人口は4,068である。ここの郡庁所在地はインペリアルである。

## 地理
アメリカ合衆国統計局によると、この郡は総面積2,325 km2 (898 mi2) である。このうち2,317 km2 (894 mi2) が陸地で8 km2 (3 mi2) が水地域である。総面積の0.35%が水地域となっている。

### 隣接する郡
- ヘイズ郡 (東)
- ダンディ郡 (南)
- コロラド州ユマ郡 (南西)
- コロラド州フィリップス郡 (西)
- パーキンズ郡 (北)

## 人口動勢

2000年国勢調査に基づくチェイス郡の人口ピラミッド

2000年現在の国勢調査で、この郡は人口4,068人、1,662世帯、及び1,163家族が暮らしている。人口密度は2/km2 (4/mi2) である。1/km2 (2/mi2) の平均的な密度に1,927軒の住居が建っている。この郡の人種的構成は白人97.81%、アフリカ系0.17%、先住民0.10%、アジア0.17%、太平洋諸島系0.02%、その他の人種1.47%、及び混血0.25%である。人口の3.42%がヒスパニックまたはラテン系である。
この郡内の住民は25.20%が18歳未満の未成年、18歳以上24歳以下が5.90%、25歳以上44歳以下が23.90%、45歳以上64歳以下が24.00%、及び65歳以上が21.10%にわたっている。中央値年齢は42歳である。女性100人ごとに対して男性は96.60人である。18歳以上の女性100人ごとに対して男性は94.80人である。
この郡の世帯ごとの平均的な収入は32,351米ドルであり、家族ごとの平均的な収入は39,225米ドルである。男性は27,554米ドルに対して女性は17,602米ドルの平均的な収入がある。この郡の一人当たりの収入 (per capita income) は17,490米ドルである。人口の9.60%及び家族の7.90%は貧困線以下である。全人口のうち18歳未満の10.50%及び65歳以上の9.00%は貧困線以下の生活を送っている。

## 都市及び村
- インペリアル (Imperial)
- Lamar
- Wauneta